# Nabala
Nabala est un village de la Commune de Kiili du Comté de Harju en Estonie.
Au 31 décembre 2011, elle compte 104 habitants.
Le plus grand karst estonien (80.8 km2) se situe à Nabala.